# Querary
Querary je rijeka u Kolumbiji, lijeva pritoka rijeke Vaupés. Pripada porječju rijeke Amazone.